# Elektroda

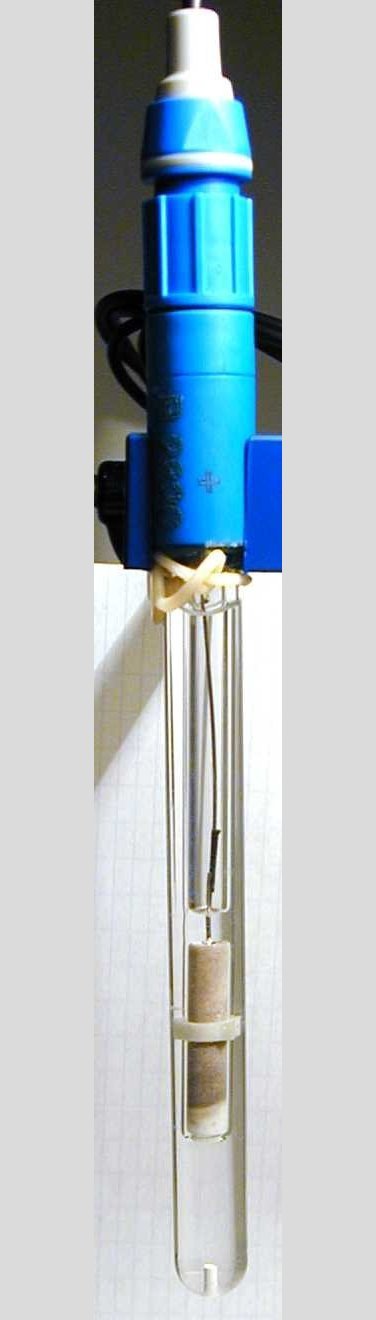
Argentochloridová elektroda

Elektroda je elektrický vodič v kontaktu s nekovovou částí elektrického obvodu (např. vakuem nebo prostorem naplněným plynem, elektrolytem apod.). Tento pojem zavedl v 19. století Michael Faraday jako složeninu řeckých slov elektron – jantar a hodos – cesta.
V elektrochemii se katoda definuje jako elektroda, na které probíhá redukce, a anoda jako elektroda, na které probíhá oxidace. Každá z obou elektrod může mít různý náboj podle toho, jestli se jedná o elektrolýzu (na elektrody napětí vkládám), nebo o galvanický článek (napětí vzniká).
V trubicích obsahujících plyn nebo vakuum (vakuová televizní obrazovka, výbojka, rentgenová lampa aj.) působí katoda jako zdroj vyletujících elektronů. Na zvýšení účinnosti se katody zpravidla opatřují žhavením (žhavená katoda). Elektrony, urychlené elektrickým polem, vzniklým potenciálním rozdílem mezi oběma elektrodami, pak dopadají na anodu, která se tím zahřívá. Kvůli možnosti jejího přehřátí je (zejména u rentgenových lamp) anoda někdy konstruována jako chlazená nebo otáčivá, aby elektrony nedopadaly stále na stejné místo jejího povrchu.

## Druhy elektrod
Elektrody v galvanických článcích se dělí na:
- elektrody prvního druhu – na nich probíhá pouze jedna chemická reakce, patří sem kovové nebo plynové elektrody
- elektrody druhého druhu – jejich elektrochemický potenciál je určen kombinací dvou reakcí, patří sem například kalomelová nebo chloridostříbrná elektroda.

V potenciometrii se elektrody dělí na
- srovnávací (referentní) elektrody - jejich elektrochemický potenciál nezávisí na koncentraci analytu, patří sem například kalomelová nebo chloridostříbrná elektroda.
- měrné elektrody – její elektrochemický potenciál závisí na koncentraci analytu, patří sem například stříbrná elektroda, platinová elektroda, případně membránové elektrody.

## Elektrody používané v medicíně
Má-li vyšetřovaný biosignál už v podstatě elektrický charakter, pak základní metodou snímání biosignálů od pacienta jsou elektrody. I když se použití elektrody ve srovnání s různými složitými převodníky neelektrických veličin může zdát poměrně nezáludné a snadné, opak je pravdou. Nároky na kvalitu použitých elektrod jsou často extrémní a i když se nám pořizovací cena elektrod ve srovnání s nákladnou aparaturou může zdát zanedbatelná, nevyplatí se zde příliš šetřit.
Elektroda je součást aparatury, zprostředkující průchod elektrického proudu mezi pacientem a aparaturou. Jako taková přichází do bezprostředního kontaktu s tělem pacienta a proto její materiál i konstrukce podléhá striktním požadavkům.
Elektrody můžeme rozdělovat podle různých kritérií. Uvedeme zde pouze nejzákladnější způsoby dělení a nejčastější varianty.
- Účel:
  - diagnostický
  - terapeutický

(V této části se budeme věnovat především elektrodám pro diagnostické přístroje.)
- Podle funkce a směru průchodu signálu:
  - snímací (vedou signál od pacienta do aparatury)
  - stimulační (vedou signál od aparatury do pacientova těla)
  - pomocné (stínicí, uzemňovací, ochranné apod. zajišťují čí zlepšují další podmínky vyšetření)

- Materiál:
  - kovové (stříbro, platina, zlato, nerez, různé slitiny atd.)
  - nekovové (skleněné kapiláry, naplněné elektrolytem)

- Tvar:
  - plošné (diskovité, válcovité, páskové aj.)
  - jehlové

- Tvar a umístění:
  - povrchové (zpravidla plošné, jsou v kontaktu s povrchem kůže)
  - jehlové (pronikají pod kůži až do svalů a jiných orgánů)
  - speciální (zaváděné na určitá místa – na oční rohovku, do vaginy, do rekta, do jícnu, na povrch dury (mozkové blány), elektrody subdurální aj.)

(podle výše uvedeného umístění elektrod rozdělujeme vyšetření také na invazivní a neinvazivní)
- Podle počtu elektricky izolovaných částí – zejména u jehlových elektrod:
  - monopolární (připojují se jednožilovým kablíkem, fungují jako aktivní nebo referenční)
  - koncentrická – aktivní elektroda je umístěna uvnitř duté jehly, jejíž vnější povrch slouží jako referenční elektroda.
  - bipolární (dva drátky těsně vedle sebe, jeden funguje jako aktivní a druhý jako referenční, snímá se rozdíl potenciálů mezi nimi)
  - mnohanásobné, multisvodové (obsahují velké množství snímacích povrchů)

- Podle znovuupotřebitelnosti:
  - na jedno použití
  - k opakovanému použití

- Podle způsobu uchycení:
  - přidržované (např. gumovými řemínky)
  - samolepicí
  - přísavné

- Podle doby aplikace:
  - krátkodobé (na jedno vyšetření)
  - dlouhodobé (např. celodenní i vícedenní)

## Svářecí elektrody

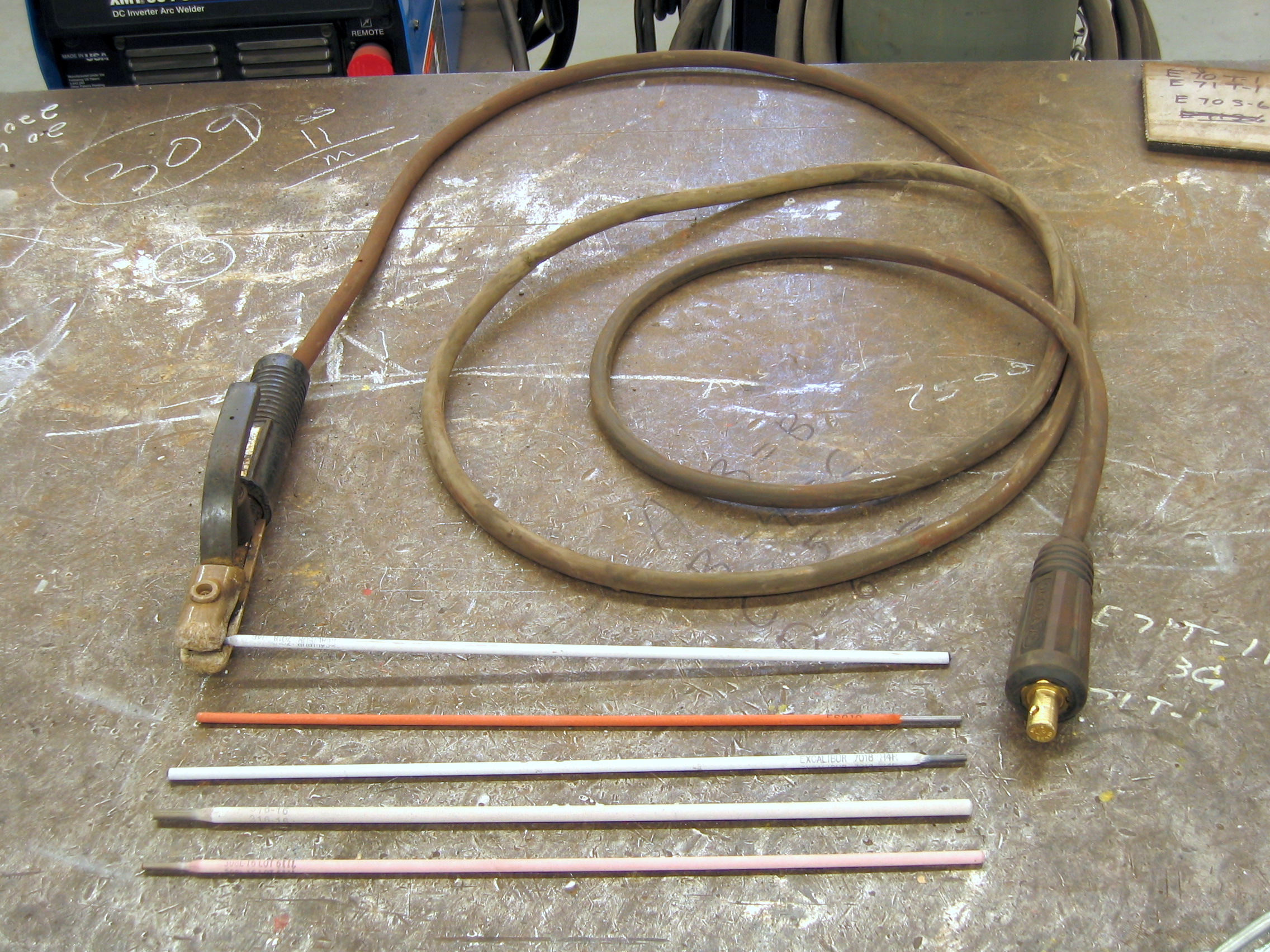
elektrody užívané ke svařování

Svářecí elektrody jsou elektrody, používané k elektrickému obloukovému sváření. Jde o drát nebo tyčovinu s průměrem podle použití od 0,5 do cca 10 mm. Tzv. obalená elektroda se skládá z jádra a obalu (bazický, rutilový, celulózový aj.) a je neohebná. Materiál obalu elektrody má vliv na hoření elektrického oblouku, chrání svar před oxidací a může obsahovat i legující prvky. Pro svařování v ochranné atmosféře (oxid uhličitý, argon, ...) se užívá neobaleného drátu, dodávaného na cívkách.